# Allelon Ruggiero
Allelon Ruggiero é um ator norte-americano de filmes e da televisão, cujo primeiro papel foi a parte de Steven Meeks, em 1989, filme de Peter Weir, Dead Poets Society. Ele participou da Philadelphia High School For The Creative And Performing Arts.